# Paul Bablet
Paul Jean Adolphe Bablet est un artiste bijoutier de la période art déco né à Paris le 23 avril 1889 et décédé à Maisons-Laffitte le 15 septembre 1971. Son œuvre s’inscrit dans la modernité de son époque par un usage particulier de l’argent, du corail, de l’ivoire et de pierres comme la cornaline ou le lapis lazuli.

## Biographie
Il expose au Salon d'automne dès 1913. Membre actif du Salon des artistes décorateurs où il expose en 1914, il obtient en 1920 le prix Blumenthal ainsi qu'en 1925 une bourse de voyage de l’État. 
Tirant son inspiration d’une fréquentation assidue de l’art celtique et islamique notamment, il offre une œuvre originale même si on peut aussi la rapprocher de certains autres artistes de son temps. Il a participé à trois expositions internationales (1925-1931-1937), au salon des artistes décorateurs et au salon d'automne où il fut davantage reconnu pour son œuvre d'artiste bijoutier qui ne produit pratiquement que des pièces uniques que pour sa peinture, même si l'on peut encore parfois trouver certaines de ses toiles.
Le musée Galliera à Paris dispose de certains de ses bijoux qui sont par ailleurs dispersés dans le monde du fait que, vivant de son art, il a eu l’occasion de vendre tant à des français qu’à des étrangers.
Résident à Paris, ami du potier et céramiste Georges Serré,  du sculpteur François Pompon et du peintre 
René Demeurisse, il a fréquenté un cercle de poètes montmartrois.
Père de deux enfants il a eu la vie sauve lors de la Grande Guerre grâce à un de ses amis qui l'a ramené vers l'arrière après qu'il eut sauté sur une mine (il restera paralysé pendant deux ans).  Dans les moments difficiles de sa carrière d’artiste, il a toujours pu compter sur son épouse Yvonne qui bénéficiait d’un revenu régulier grâce à son métier d’institutrice.
Son œuvre a été reconnue par diverses publications dès ses débuts et récemment par l'exposition au musée des arts décoratifs de Paris qui a eu lieu du 19 mars au 12 juillet 2009. : Le catalogue de cette exposition donne lieu à une présentation de son œuvre.

## Publications
- 1964 : Fantaisies abracadabrantes : Cavalcades imprévues en liberté